# (24450) Victorchang
(24450) Victorchang (2000 QC69) – planetoida z pasa głównego asteroid okrążająca Słońce w ciągu 5,09 lat w średniej odległości 2,96 j.a. Odkryta 29 sierpnia 2000 roku.